# Jason Reynolds
Jason Reynolds (Washington, 6 dicembre 1983) è uno scrittore e poeta statunitense.

## Biografia
Nato nel 1983 a Washington, è cresciuto a Oxon Hill, nel Maryland.
Dopo la laurea al Bishop McNamara High School, ha completato gli studi all'Università del Maryland, College Park, dove ha ottenuto un B.A. in Inglese.
Trasferitosi a Brooklyn con il compagno di college Jason Griffin ha iniziato a pubblicare delle raccolte di liriche mantenendosi con il lavoro di commesso in un negozio di vestiti.
Ha pubblicato il suo primo romanzo, When I Was The Greatest, nel 2014 ottenendo lo Steptoe Award for New Talen l'anno successivo e in seguito ha dato alle stampe 3 raccolte di poesie, un memoir, una graphic novel altri 9 romanzi per ragazzi spesso incentrati sulle difficili vite di adolescenti neri cresciuti negli anni '80 e '90.
Due volte finalista al National Book Award e vincitore del Premio Cento nel 2018 con Ghost, le sue opere hanno venduto più di 2 milioni e mezzo di copie.

## Opere

### Serie Track
- Ghost (2016), Milano, Rizzoli, 2018 traduzione di Francesco Gulizia ISBN 978-88-17-10121-9.
- Run (Patina, 2017), Milano, Rizzoli, 2019 traduzione di Francesco Gulizia ISBN 978-88-17-11897-2.
- Sunny (2018)
- Lu (2018)

### Altri romanzi
- When I Was The Greatest (2014)
- The Boy in the Black Suit (2015)
- All American Boys con Brendan Kiely (2015)
- Niente paura Little Wood! (As Brave as You, 2016), Milano, Terre di mezzo, 2018 traduzione di Giuseppe Iacobaci ISBN 978-88-6189-465-5.
- La lunga discesa (Long Way Down, 2018), Milano, Rizzoli, 2019 traduzione di Francesco Gulizia ISBN 978-88-17-10980-2.
- Tornando a casa (Look Both Ways: A Tale Told in Ten Blocks, 2019), Milano, Rizzoli, 2020 traduzione di Francesco Gulizia ISBN 978-88-17-14500-8.

### Raccolte di poesie
- Let Me Speak (2001)
- SELF con Jason Griffin (2005)
- For Every One (2018)

### Graphic Novel
- Miles Morales: Spider-Man con Kadir Nelson (2017), Milano, Mondadori, 2018 traduzione di Marcello Jatosti ISBN 978-88-04-70632-8.
- Jason Reynolds, Danica Novgorodoff: La lunga discesa (2019), Latina, Tunué, 2019, traduzione di Laura Bortoluzzi ISBN 978-88-67-905232.

### Memoir
- My Name Is Jason. Mine Too con Jason Griffin (2009)

## Premi e riconoscimenti

### Vincitore
Steptoe Award for New Talent
- 2015 con When I Was The Greatest

Kirkus Prize
- 2016 con Niente paura Little Wood![11]

Premio Cento
- 2018 con Ghost

Premio Edgar per il miglior romanzo per giovani adulti
- 2018 con La lunga discesa

Premio Andersen per il miglior libro oltre i 12 anni
- 2019 con Ghost

Carnegie Medal
- 2021 con Tornando a casa[12]

### Finalista
Coretta Scott King Award
- 2016 con The Boy in the Black Suit e con All American Boys, 2017 con Niente paura Little Wood! e 2018 con La lunga discesa

National Book Award per la letteratura per ragazzi
- 2016 con Ghost e 2019 con Look Both Ways: A Tale Told in Ten Blocks

Michael L. Printz Award
- 2018 con La lunga discesa

Medaglia Newbery
- 2018 con La lunga discesa